# Muttenz
Muttenz (schweizerdeutsch Muttez [ˈmʊtːəts ˈmʊtːəds], jünger Muttenz [ˈmʊtːənds]) ist eine Einwohnergemeinde im Bezirk Arlesheim des Schweizer Kantons Basel-Landschaft.

## Geographie

Historisches Luftbild von Werner Friedli von 1949 (ETH-Bibliothek)

Muttenz liegt östlich der Stadt Basel, zwischen dem Rhein im Norden, dem Gempenplateau im Süden und dem Wartenberg mit seinen Ruinen im Osten. Muttenz ist eine Industriestadt (über 14'000 Arbeitsplätze) und teilt das grosse Industriegebiet Schweizerhalle mit den Gemeinden Birsfelden und Pratteln. Weiter befindet sich hier der Rangierbahnhof Basel-Muttenz, einer der grössten Europas. Die Fläche des Gemeindegebiets beträgt 1664 Hektaren, davon sind 41 % Wald, 41 % Siedlungsflächen, 16 % Landwirtschaftsgebiet und 2 % unproduktive Fläche.
Muttenz grenzt an die basellandschaftlichen Gemeinden Arlesheim, Münchenstein, Birsfelden, Pratteln und Frenkendorf sowie an die solothurnische Gemeinde Gempen, die Stadt Basel und die deutsche Gemeinde Grenzach-Wyhlen. Muttenz ist die einzige Schweizer Gemeinde, die an einer Landesgrenze (Deutschland), einer Kantonsgrenze (Kanton Solothurn), einer «Halbkantons»-Grenze (Kanton Basel-Stadt), einer Bezirksgrenze (Bezirk Liestal) sowie Gemeindegrenzen (Birsfelden, Münchenstein und Arlesheim) zugleich liegt.

## Geschichte

### Name
Muttenz findet sich urkundlich erstmals 1225/1226 sicher bezeugt: In Mvttence vna scopoza […] comparauit frater Gerungus «Bruder Gerungus erwarb in Muttenz eine Schuppose». Die früheren, oft auf Muttenz bezogenen Belege in fine Methimise (794) und vicum qui Mittenha dicitur (1032) tauchen erst in viel jüngeren Abschriften auf, und deren Bezug zu Muttenz ist spekulativ.
Der Ortsname ist wegen seiner erst im Hochmittelalter einsetzenden Überlieferung nicht sicher zu erklären. Die ältere Herleitung von lateinisch mũtātiō «Pferdewechselstation» wird heute ausgeschlossen. Eine andere Deutung geht von einem alteuropäischen Gewässernamensuffix *-antia aus, verbunden mit einem erschlossenen alteuropäischen *mud- (zur Wurzel *meu- «feucht») oder einem erschlossenen altgermanischen *mudra- «Schlamm»; der Name *Mudantia «schlammiger Bach, Schlammbach» (für den Dorfbach) wäre diesfalls sekundär auf die am Bach liegende Ortschaft übertragen worden. Weitere Erklärungmöglichkeiten scheitern aus verschiedenen Gründen, sodass der Name als ungeklärt gelten muss.

### Ereignisgeschichte
Auf dem Wartenberg fand man bronzezeitliche Relikte und in der Hard eisenzeitliche Gräber. Ebenso fand man mehrere römische Siedlungsplätze. Die Alemannen kamen im 3. nachchristlichen Jahrhundert in die Gegend des heutigen Muttenz.
Im 8. Jahrhundert gehörte Muttenz zum Besitz des Domstiftes von Strassburg, und die damals erbaute Kirche wurde dem ersten fränkischen Bischof von Strassburg, dem heiligen Arbogast, geweiht. Um 1320 wurden die Münch von Münchenstein neue Besitzer von Muttenz, nachdem sie die Bewohner gefoltert und gejagt hatten. Sie mussten aber Muttenz teilweise an die Stadt Basel verpfänden, und 1515 fiel das Dorf endgültig der Stadt Basel zu. Bei der Kantonstrennung im Jahr 1832/33 wechselte Muttenz zum Kanton Basel-Landschaft.

## Wappen
Das Wappen von Muttenz wurde 1939 entworfen. Anlass dafür war eine Landesausstellung, an welcher die Gemeinden durch die (neuen) Wappen repräsentiert werden sollten. Der Wappenzeichner war Adolf Müller, der dafür den Löwen Katharinas von Löwenberg (Ehefrau von Konrad Münch, welcher Muttenz von 1324 bis 1378 regierte) verwendete. Dieser rote Löwe steht nach heraldisch rechts gedreht hinter einem roten Turm, der die Mittlere Wartenbergruine repräsentiert. Rechts und links davon befinden sich zwei identische Türme. Das Wappen wurde auf einem weissen Schild gezeichnet.

## Sehenswürdigkeiten
- Reformierte Wehrkirche St. Arbogast, die einzige vollständig erhaltene Wehrkirche der Schweiz[9]
- Römisch-katholische Kirche Hl. Johannes Maria Vianney, von 1964 bis 1966 von Architekt Max Schnetz in Basel
- Bauernhausmuseum, das Dorfmuseum
- Ortsmuseum Muttenz
- Drei Burgruinen auf dem Wartenberg
- Freidorf 1919–1921: bedeutendster Siedlungsbau der Schweiz aus der Zeit zwischen dem Ersten und Zweiten Weltkrieg, entworfen von dem späteren Bauhaus-Architekten und Urbanisten Hannes Meyer
- Pantheon Basel, Oldtimermuseum («Museum zur Geschichte der Mobilität»)[10]

Für ihre erfolgreichen Bemühungen, die historische Bausubstanz in einer stark industrialisierten Umgebung zu erhalten, erhielt die Gemeinde 1983 den Wakkerpreis.

## Bildergalerie

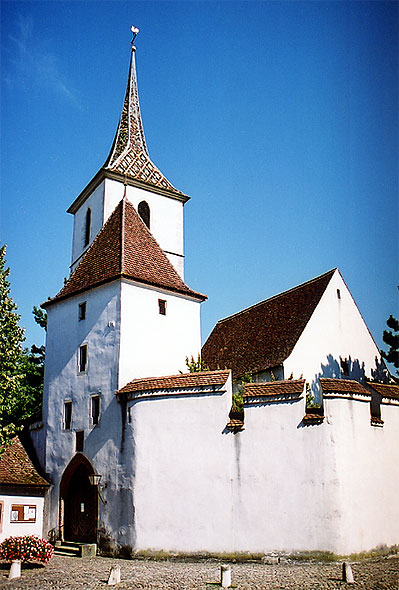
Reformierte Kirche, einstige Wehrkirche
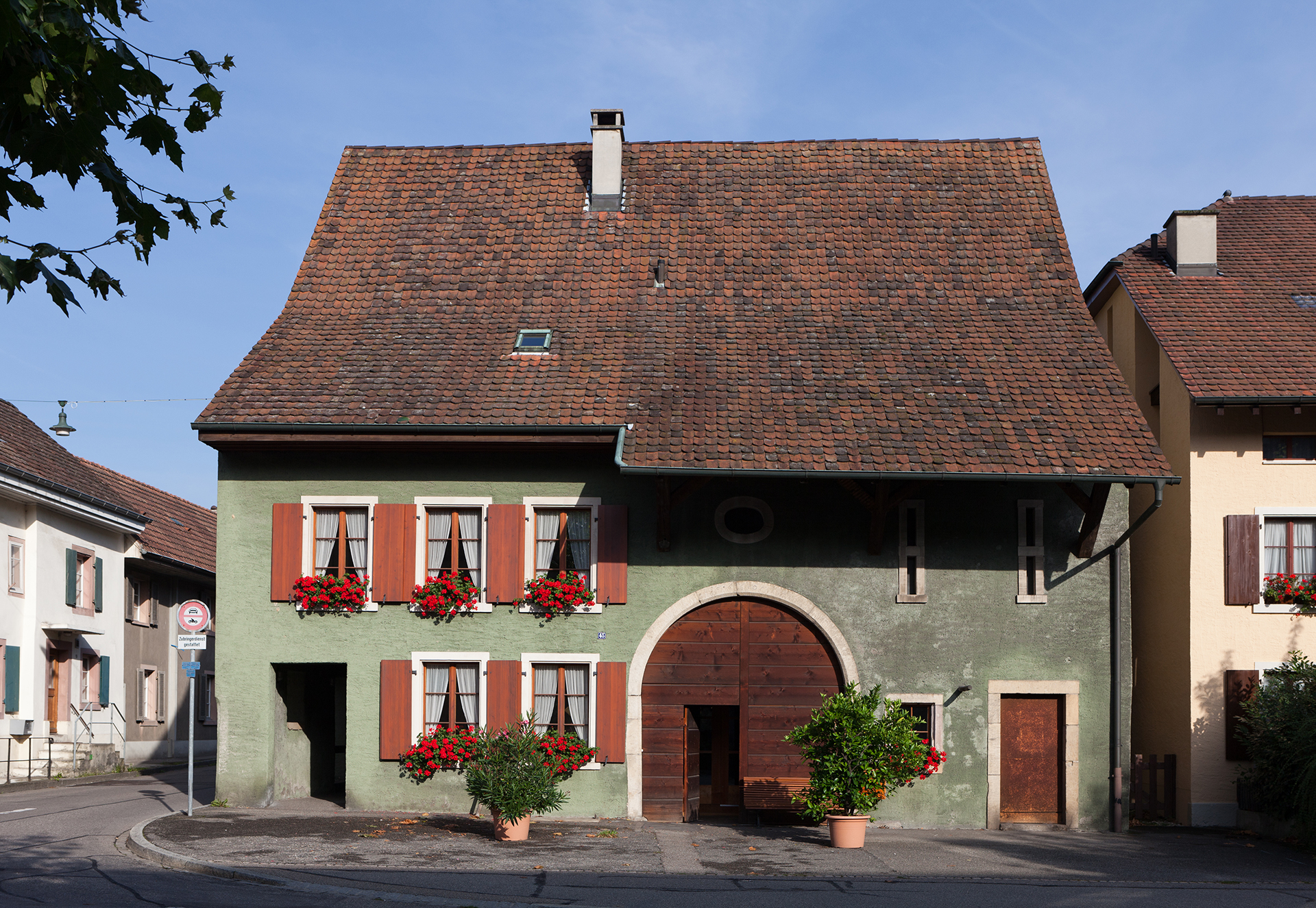
Mittertennhaus
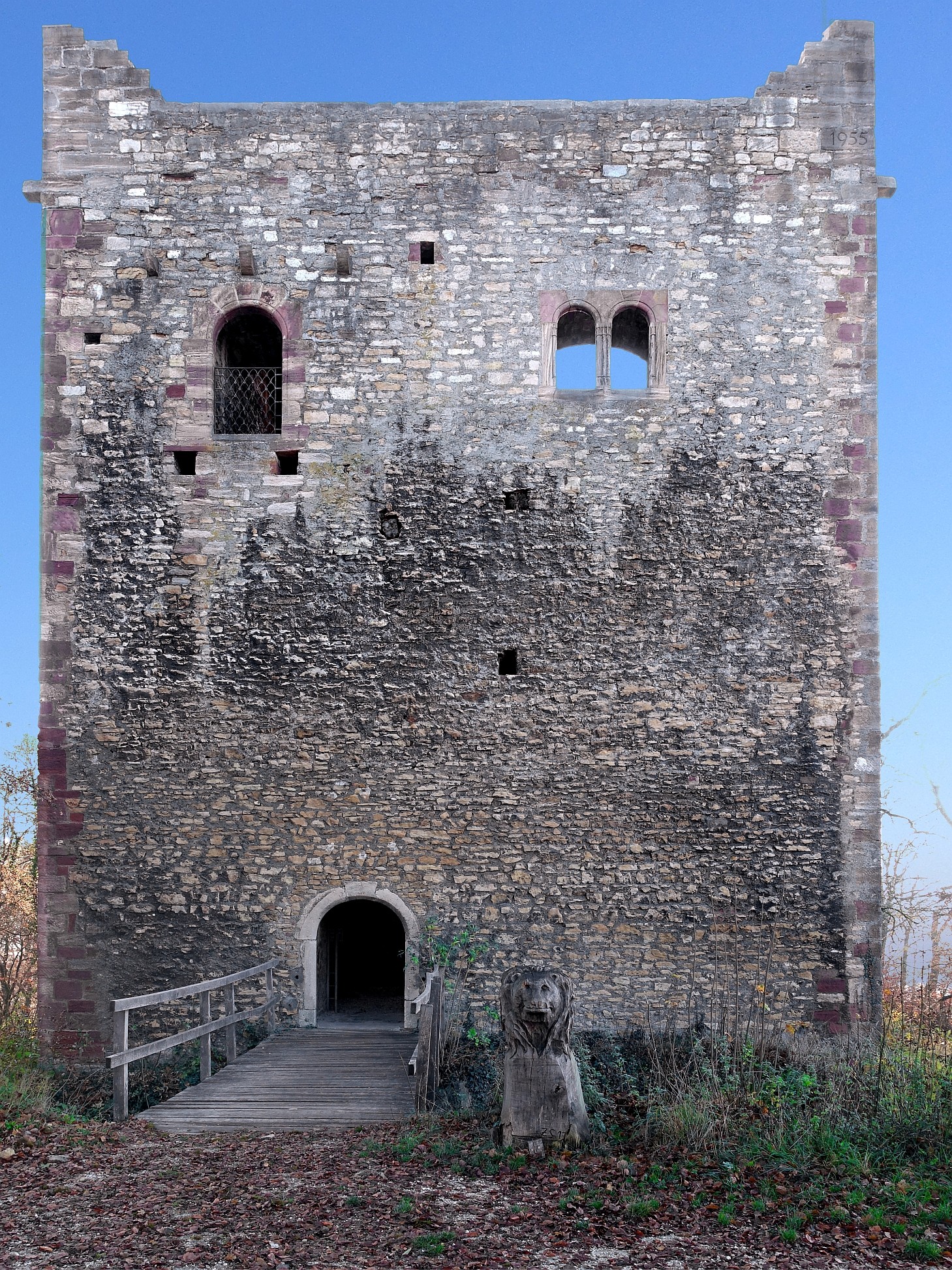
Ruine Wartenberg
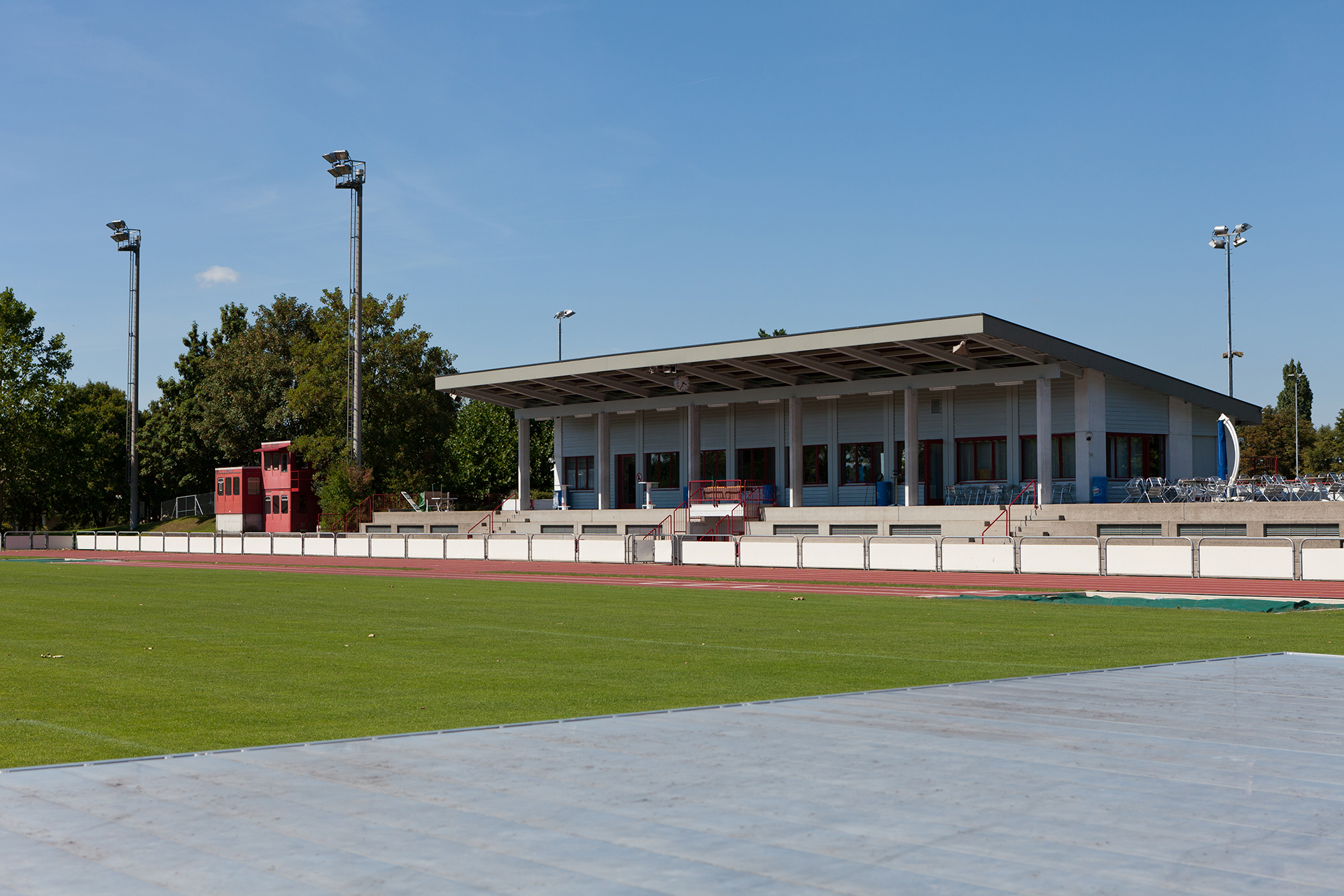
Sportplatz Margelacker
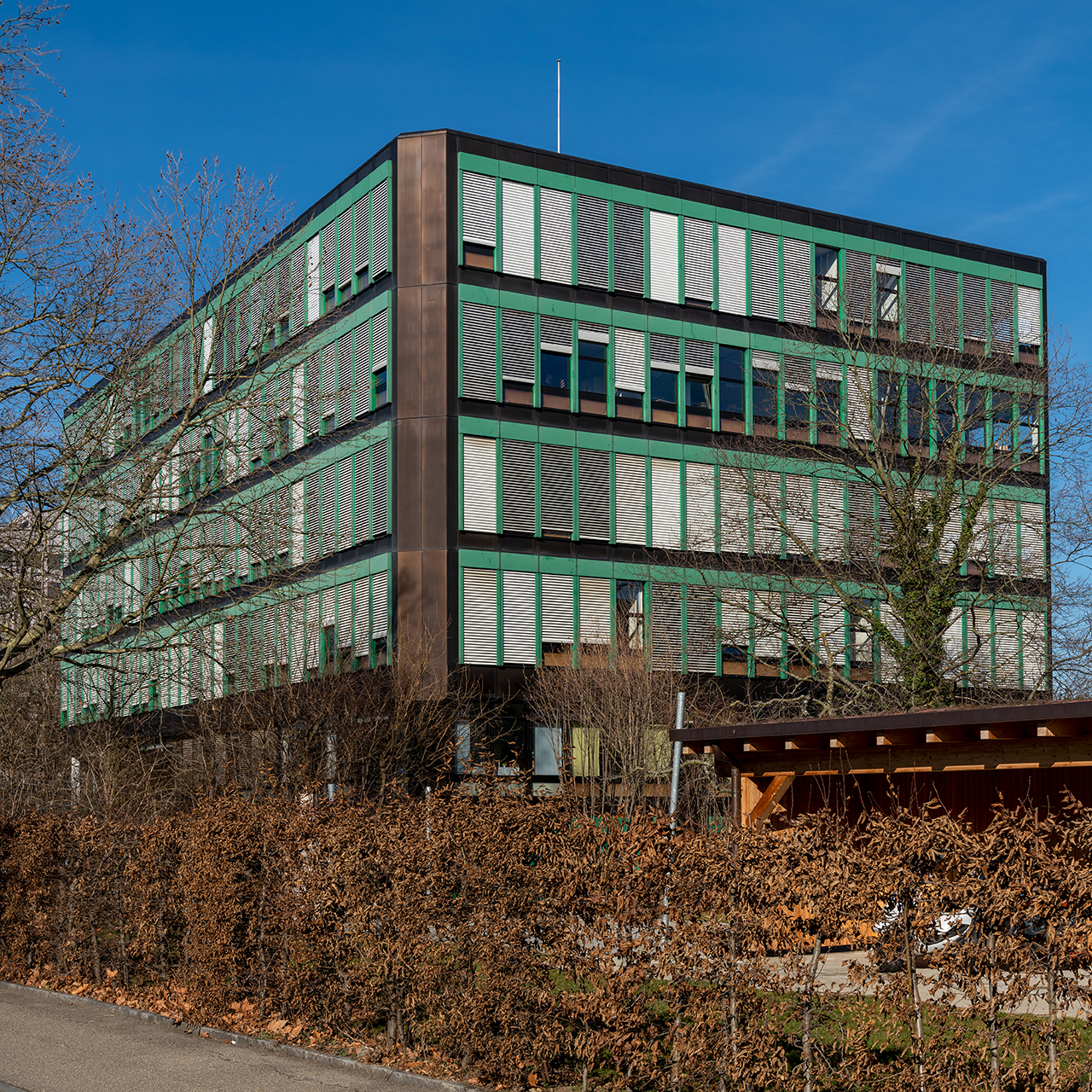
Gymnasium
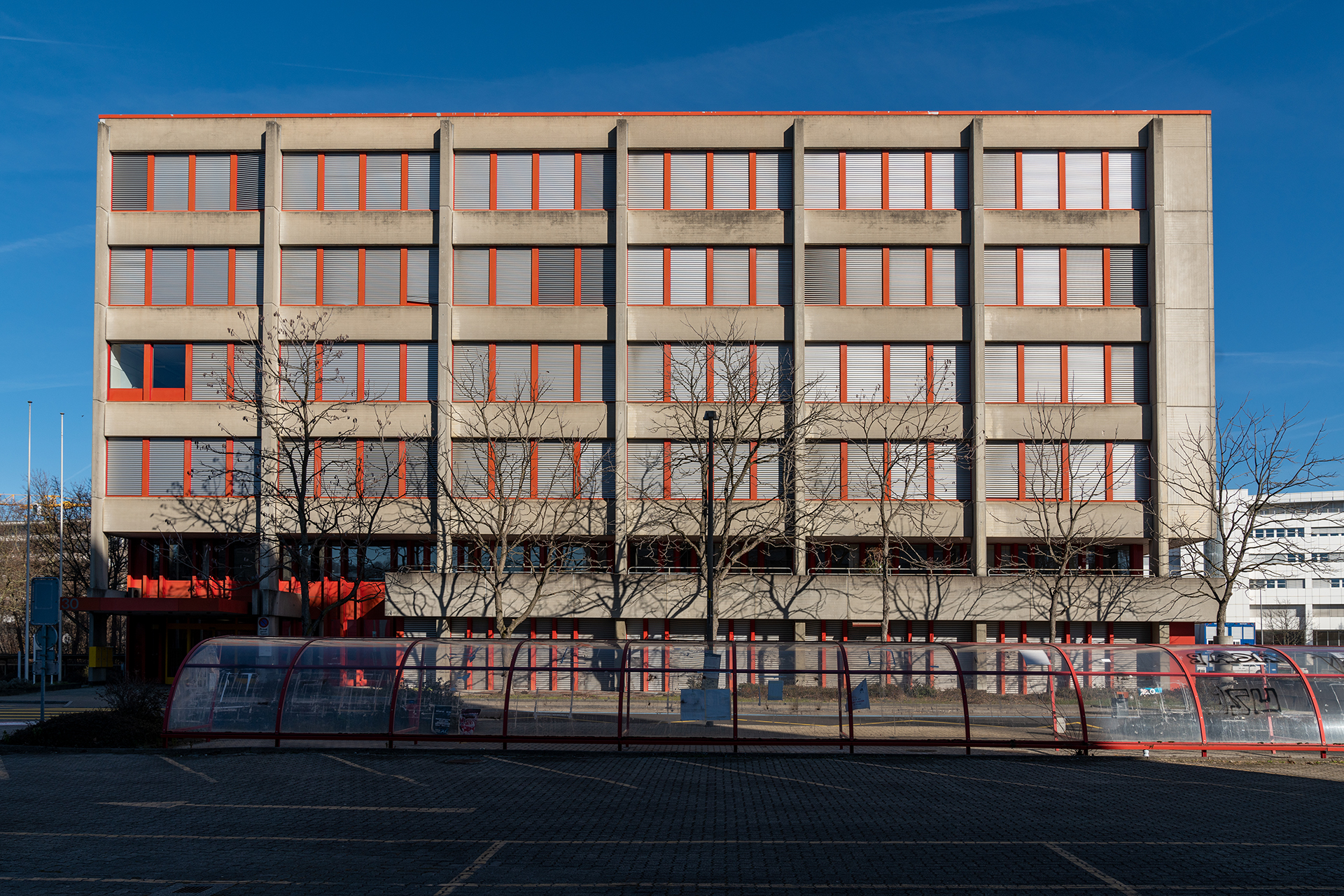
Berufszentrum kvBL
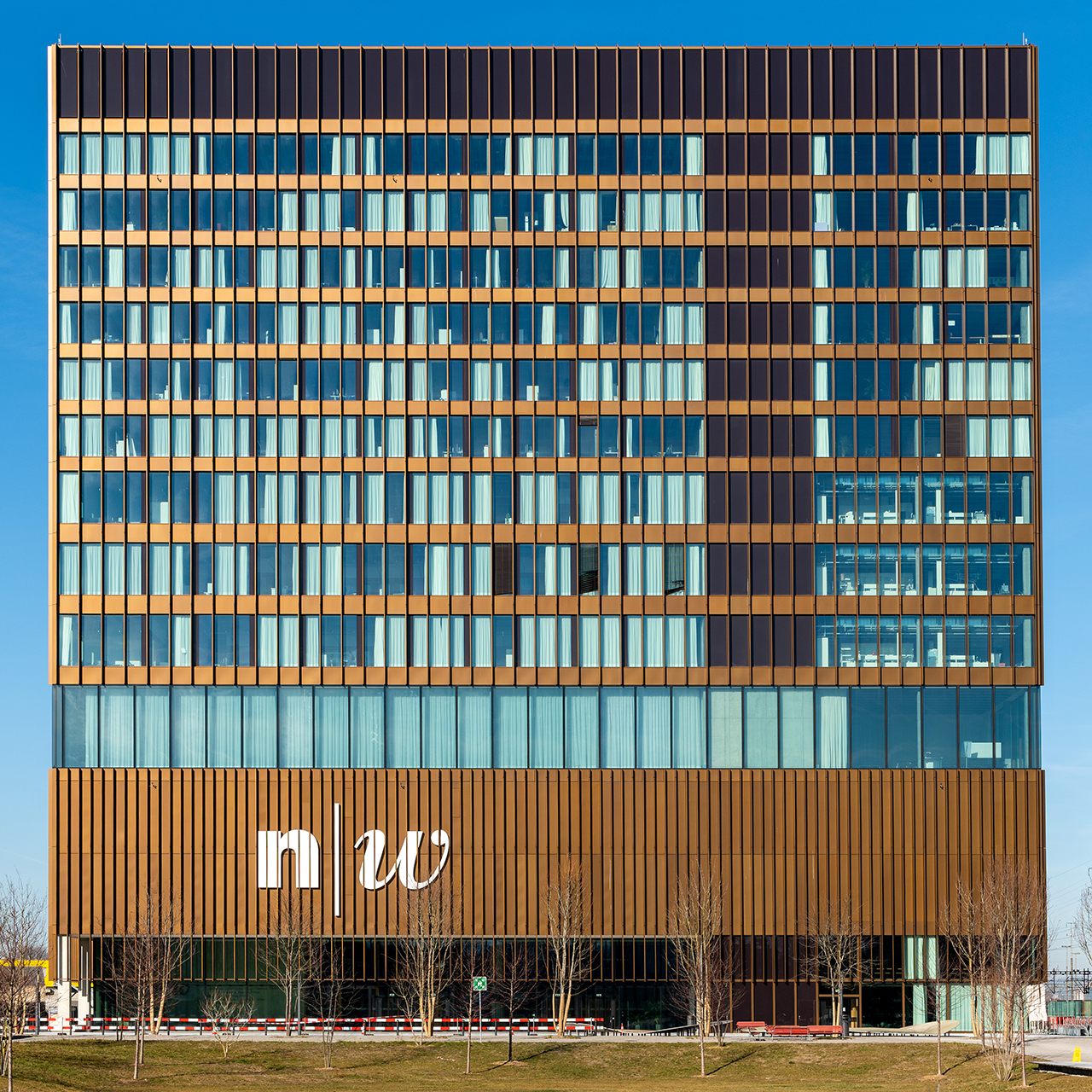
Fachhochschule der Nordwestschweiz
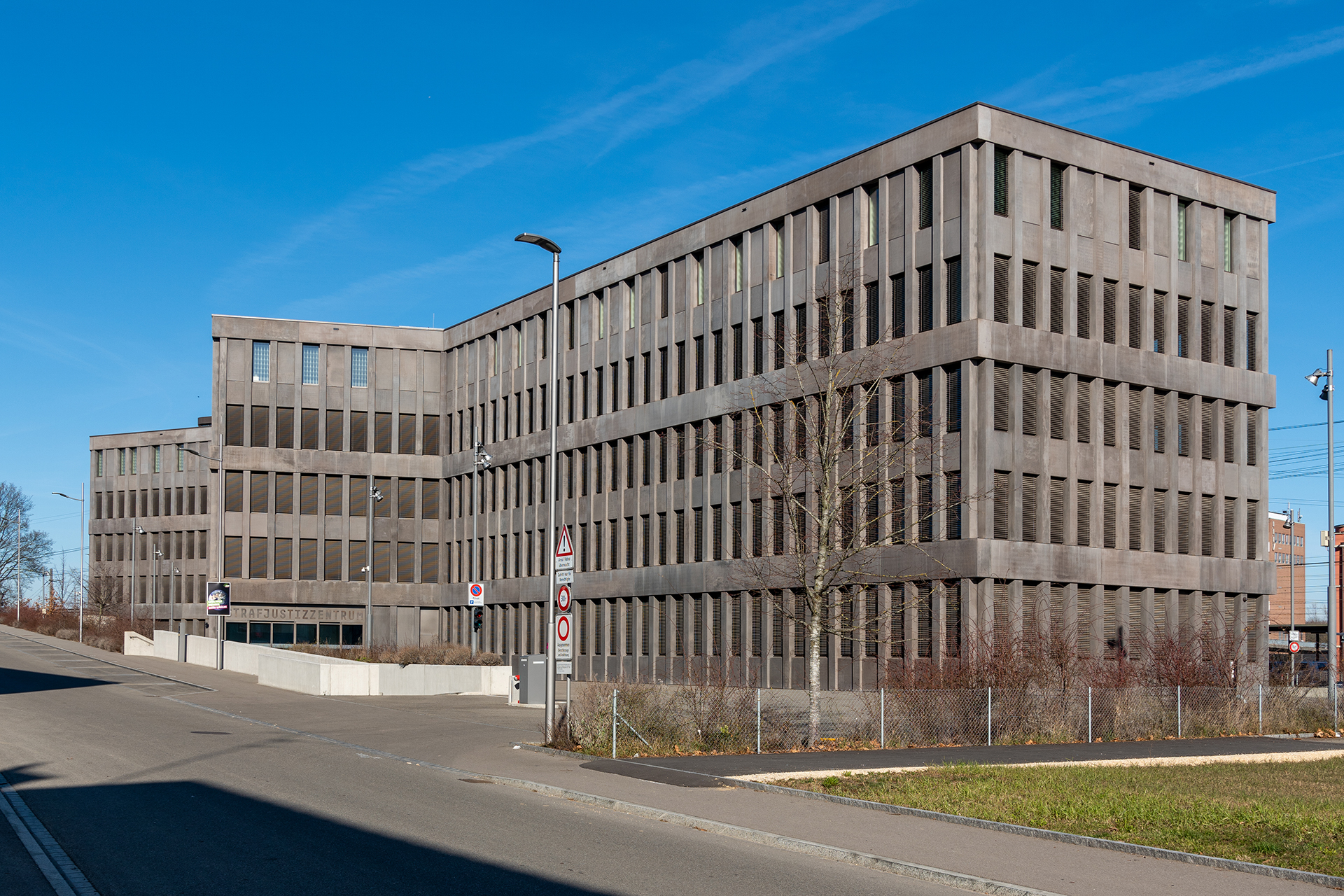
Strafjustizzentrum
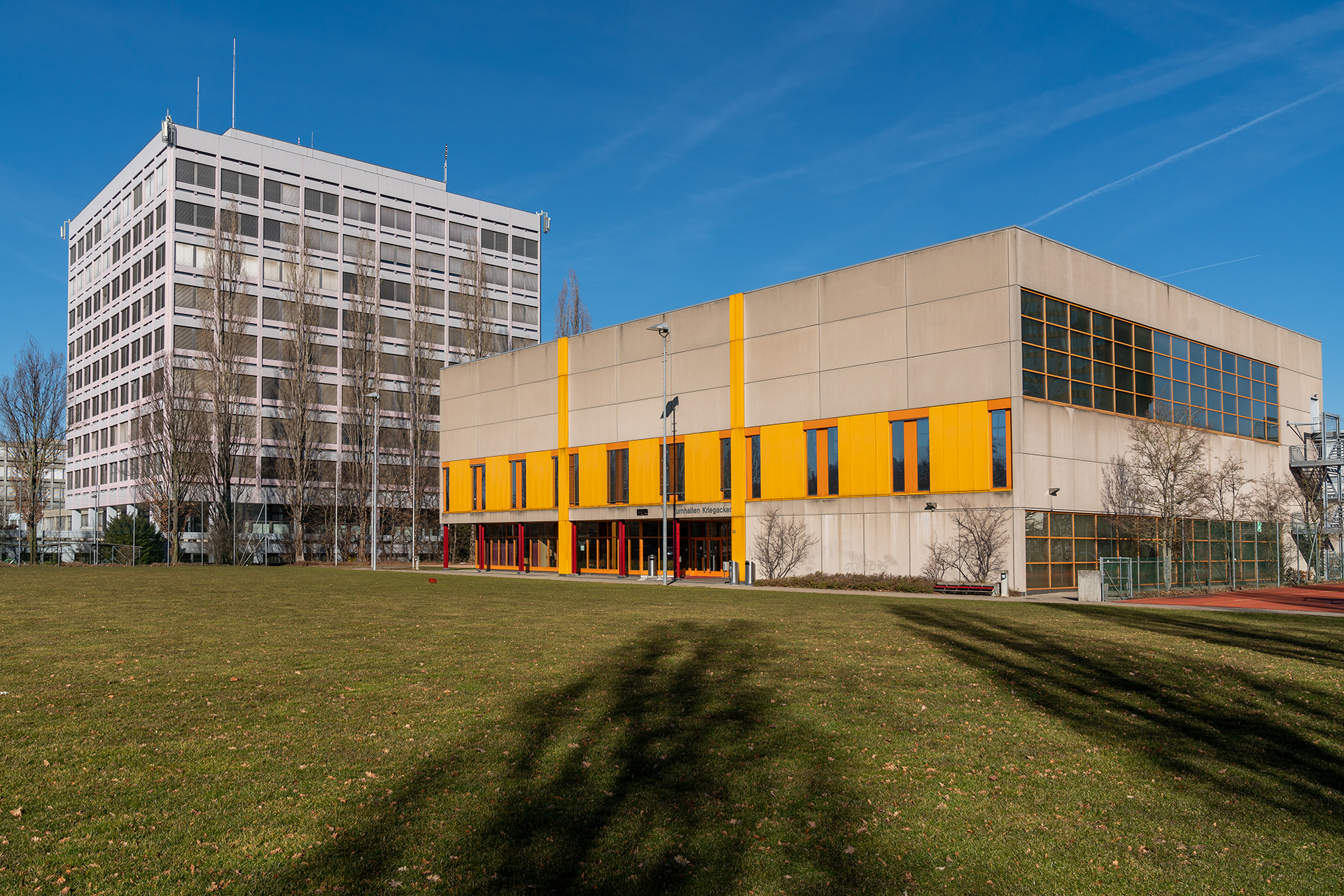
Sporthalle Kriegacker
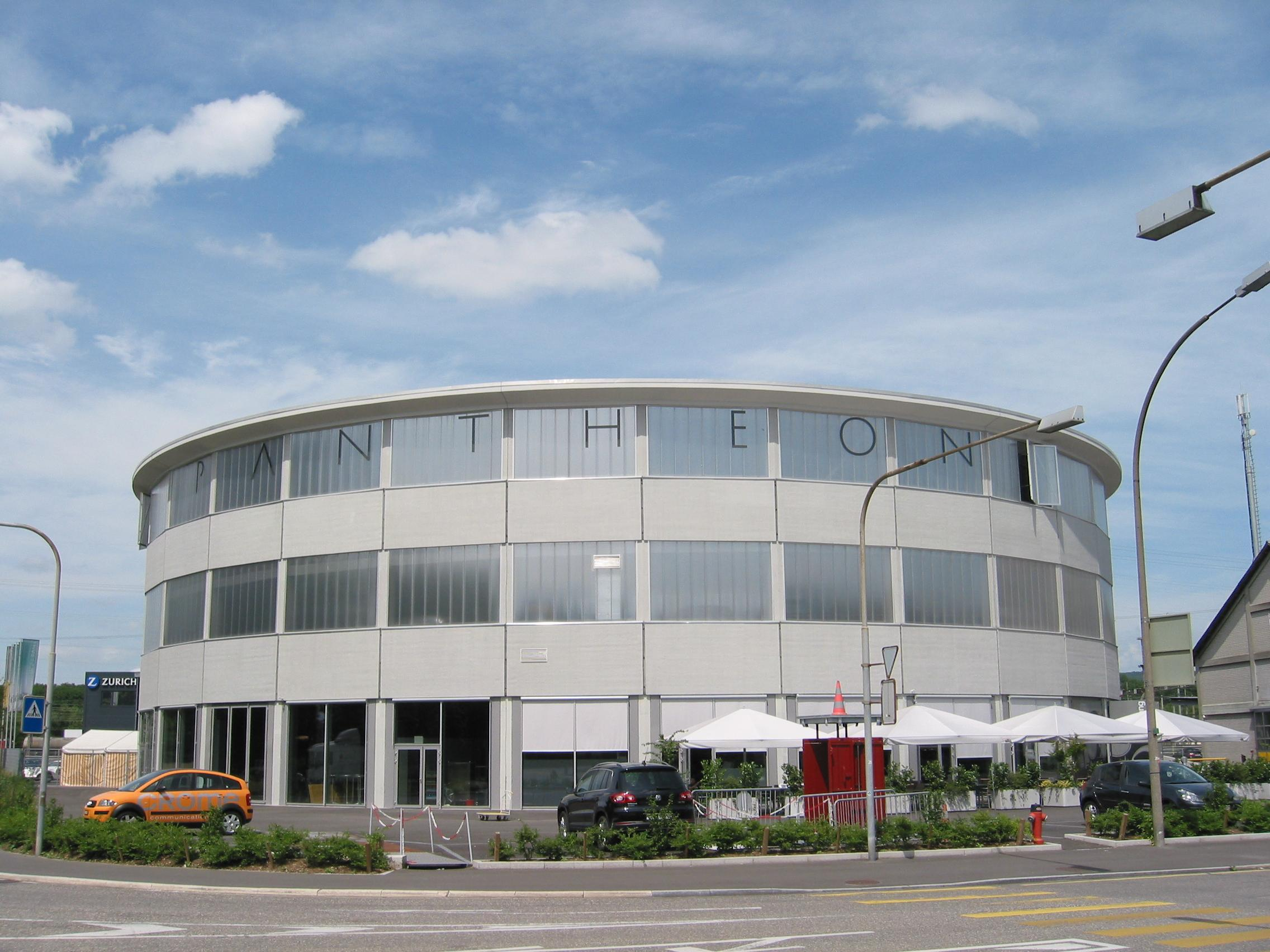
Pantheon Basel
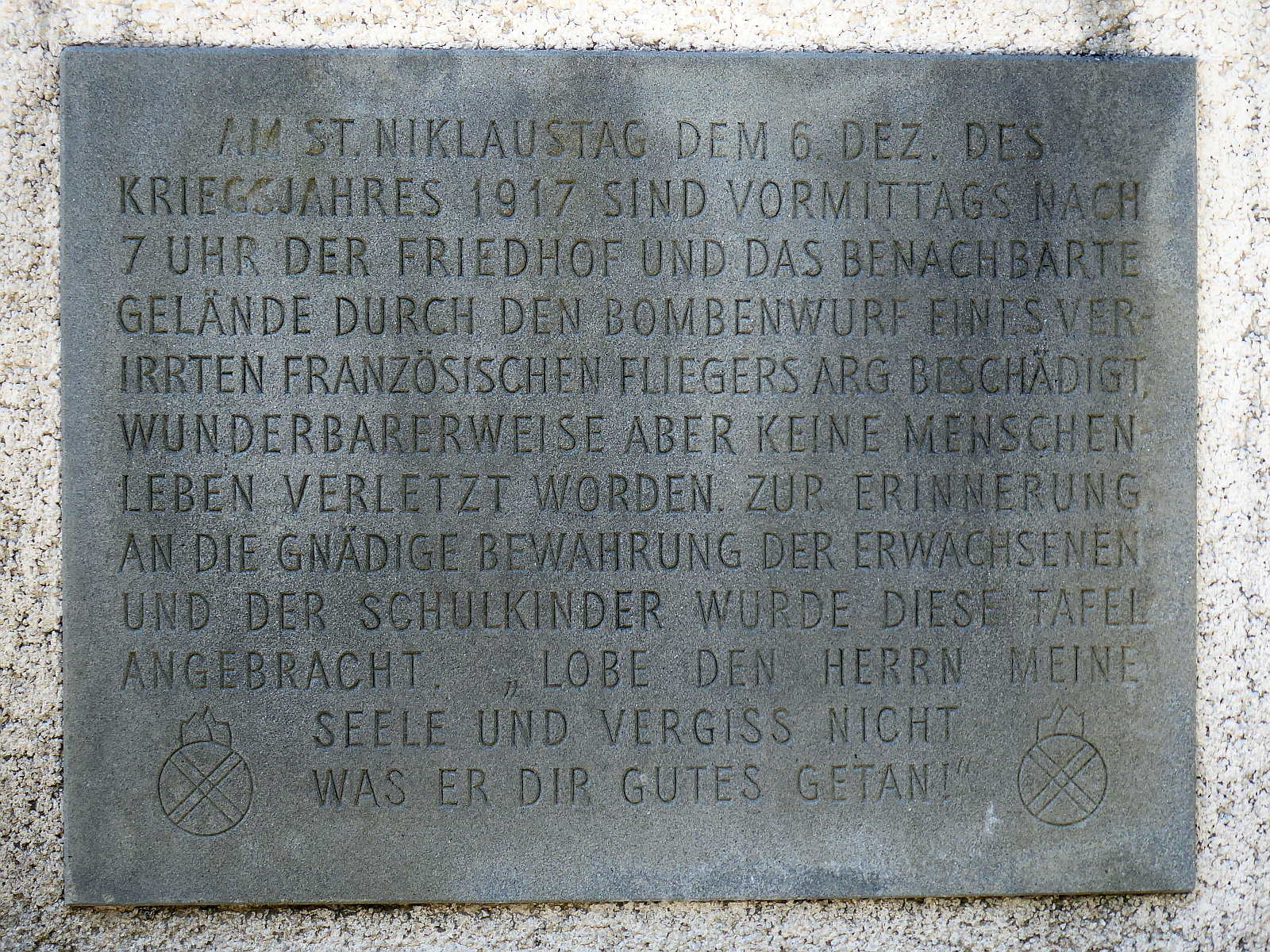
Gedenktafel, Gemeinde-Friedhof

## Bevölkerung
39 % der Bevölkerung sind reformiert und 27 % römisch-katholisch.
Der Ausländeranteil beträgt 17,5 %.

## Politik
Gemeindepräsidentin ist Franziska Stadelmann (Mitte, Stand 2015).
Bei den Schweizer Parlamentswahlen 2023 betrugen die Wähleranteile in Muttenz: SP 28,5 % (2019 23,7 %), SVP 25,8 % (22,9 %), FDP 12,5 % (15,3 %), Mitte 10,5 % (9,7 %), Grüne 9,7 % (17,9 %), glp 7,0 % (4,7 %), EVP 4,0 % (5,4 %), EDU 0,5 % (–).

## Bildung
Muttenz ist ein Standort der Fachhochschule Nordwestschweiz mit den Bereichen Architektur, Bau und Geomatik, Life Sciences, Technik und Pädagogik. Ausserdem befinden sich in Muttenz ein kantonales Gymnasium mit Fachmittelschule, die Höhere Fachschule für Informations- und Kommunikationstechnologie, das Berufsbildungszentrum Baselland (BBZ BL) und das Ausbildungszentrum (Berufsfachschule und Werkschule) von aprentas (Standort Muttenz mit den Berufen Laborant sowie Chemie- und Pharmatechnologe).

## Sport
SV Muttenz: rund 1000 Mitglieder in der Sparte Fussball.
Der Sportverein Muttenz wurde am 11. Januar 1921 im Restaurant «Central» (später Gemeindestube) in Muttenz von 15 Fussballfreunden gegründet. Das Margelacker, das Stadion, wo der SV Muttenz mittlerweile zuhause ist, wurde 1950 fertiggestellt und vor über 2000 Zuschauern eingeweiht. Die 1. Mannschaft des SV Muttenz hat in der Saison 2004/05 mit dem Trainer Geri Portmann den Sprung in die 1. Liga geschafft und bewegte sich im oberen Viertel der Tabelle. Das beste Jahr hatte der SV Muttenz 1978, als er Gruppensieger in der 1. Liga wurde, aber in den Qualifikationsspielen den Aufstieg in die NLB (heute: Challenge League) knapp verpasste. Der SV Muttenz hat 22 Mannschaften, davon 15 Junioren- und 4 Senioren- und Veteranenteams.
TV Muttenz: Grösster Turnverein der Nordwestschweiz mit rund 1300 Mitgliedern. Jährliche Organisation des «Jazz uff em Platz» und des traditionellen «Eierleset». Der sportliche Teil organisiert sich in 5 Abteilungen: Turnen (inkl. Jugendriegen), Volleyball, Basketball, Handball und Leichtathletik. Letztere Abteilung war Organisator der ersten Schweizer Meisterschaften der Junioren sowie Espoir-Kategorien im Jahr 1996 und Veranstalter des «Schnällscht Schwizer» auf der Hauptstrasse im Dorfkern im Jahr 1998, im Jahr 2008 Gastgeber der Schweizer Staffel-Meisterschaften.
TTC Rio-Star Muttenz: Nationalliga-A.Tischtennisclub und aktueller Schweizer Meister.

## Persönlichkeiten
- Emma Brenner-Kron (* 18. August 1823 in Muttenz; † 29. Juli 1875 in Basel), Schriftstellerin und Mundartautorin
- Arnold Meyer (* 29. Juli 1877 in Muttenz; † 27. März 1959 in Pratteln), Architekt und Politiker
- Fritz Gustav Schorr (* 2. Mai 1901 in Muttenz; † 8. Juni 1991 in Brunnen SZ), Künstler
- Mario Mascarin (* 17. Mai 1901 in Venedig; † 19. Juni 1966 in Muttenz), Pionier der Steinzeugkeramik, Gründungsmitglied der Colonie libere italiane[13]
- Dadi Wirz (* 22. Juni 1931 in Muttenz), Künstler
- Michel Bloch (* 10. März 1920), Philosoph
- Peter Hartmann (* 1970), Landrat (Grüne)
- Lucas Meister (* 16. August 1996 in Muttenz), Handballspieler